# Gribojedowo (Kaliningrad)
Gribojedowo (russisch Грибоедово, deutsch Wanghusen) ist ein Ort in der russischen Oblast Kaliningrad. Er gehört zur kommunalen Selbstverwaltungseinheit Stadtkreis Gurjewsk im Rajon Gurjewsk.

## Geographische Lage
Gribojedowo liegt südwestlich der ehemaligen Kreisstadt Polessk (Labiau) und östlich der jetzigen Rajonshauptstadt Gurjewsk (Neuhausen) an der Kommunalstraße 27K-070 zwischen Dobrino (Nautzken) an der Regionalstraße 27A-024 (ex A190) und Pribreschnoje (Palmburg) an der Föderalstraße A229 (ehemalige deutsche Reichsstraße 1). Die nächste Bahnstation ist Dobrino an der Bahnstrecke Kaliningrad–Sowetsk (Königsberg–Tilsit).

## Geschichte
Das vor 1946 Wanghusen genannte Dorf weist in seiner Gründung auf die Zeit um 1396 zurück. Am 8. April 1874 wurde Wanghusen Amtssitz des neu geschaffenen Amtsbezirks Wanghusen, der bis 1945 existierte und zum Landkreis Labiau im Regierungsbezirk Königsberg der preußischen Provinz Ostpreußen gehörte.
Mit dem nördlichen Ostpreußen kam Wanghusen infolge des Zweiten Weltkrieges zur Sowjetunion. Im Jahr 1947 erhielt der Ort die russische Bezeichnung Gribojedowo und wurde gleichzeitig dem Dorfsowjet Dobrinski selski Sowet im Rajon Gurjewsk zugeordnet. Von 2008 bis 2013 gehörte Gribojedowo zur Landgemeinde Dobrinskoje selskoje posselenije und seither zum Stadtkreis Gurjewsk.

### Einwohnerentwicklung
| Jahr | Einwohner |
| ---- | --------- |
| 1910 | 142       |
| 1933 | 224       |
| 1939 | 208       |
| 2002 | 26        |
| 2010 | 39        |

### Amtsbezirk Wanghusen (1874–1945)
Von 1874 bis 1945 bestand der Amtsbezirk Wanghusen im ostpreußischen Landkreis Labiau mit anfangs zehn kommunalen Einheiten:
| Name                                         | Russischer Name | Bemerkungen                                                                            |
| -------------------------------------------- | --------------- | -------------------------------------------------------------------------------------- |
| Landgemeinden:                               |                 |                                                                                        |
| Blöcken                                      | Ossokino        |                                                                                        |
| Greiben                                      |                 | 1912 in die Landgemeinde Thiemsdorf eingegliedert                                      |
| Kadgiehnen                                   | Prudy           |                                                                                        |
| Sergitten                                    | Mordowskoje     |                                                                                        |
| Thiemsdorf                                   | Asowskoje       |                                                                                        |
| Wachsnicken                                  | Kurgany         |                                                                                        |
| Wanghusen                                    | Gribojedowo     |                                                                                        |
| Gutsbezirke:                                 |                 |                                                                                        |
| Adlig Wanghusen                              | Gribojedowo     | vor 1908 in die Landgemeinde Wanghusen eingegliedert                                   |
| Schwesternhof Vorwerk der Gemeinde Schulkeim |                 | 1888 in einen Gutsbezirk umgebildet, 1928 in die Landgemeinde Thiemsdorf eingegliedert |
| Zandersdorf                                  | Dmitrijewka     | 1928 in die Landgemeinde Sergitten eingegliedert                                       |

Am 1. Januar 1945 gehörten lediglich noch sechs Gemeinden zum Wanghusener Amtsbezirk: Blöcken, Kadgiehnen, Sergitten, Thiemsdorf, Wachsnicken und Wanghusen.

## Kirche
Die mehrheitlich evangelische Bevölkerung Wanghusens war bis 1945 in das Kirchspiel Kaymen (1938–1946 Kaimen, russisch: Saretschje) eingepfarrt und gehörte somit zum Kirchenkreis Labiau (russisch: Polessk) innerhalb der Kirchenprovinz Ostpreußen der Kirche der Altpreußischen Union. Heute liegt Gribojedowo im Einzugsbereich der in den 1990er Jahren neu entstandenen evangelisch-lutherischen Kirchengemeinde in Polessk (Labiau), einer Filialgemeinde der Auferstehungskirche in Kaliningrad (Königsberg) in der Propstei Kaliningrad der Evangelisch-lutherischen Kirche Europäisches Russland (ELKER).